# Кіруна (футбольний клуб)
 Кіруна ФФ (швед. Kiruna Fotbollförening) — шведський футбольний клуб представляє місто Кіруна.

## Історія
Клуб Кіруна ФФ/БоІС (швед. Kiruna Fotbollförening / Boll och Idrottsällskap) засновано 26 грудня 1970 року внаслідок об'єднання клубів Кіруна АІФ, ІФК Кіруна, «Кебнекайсе» ІК та Кіруна БК.
З 2009 року клуб називається Кіруна ФФ. Чоловіча команда виступає в Дивізіоні 3 (група Північний Норрланд), а жіноча — в Дивізіоні 1. Кіруна ФФ — «найпівнічніший» футбольний клуб Швеції.
Сезон 1991 року був найуспішнішим в історії клубу, коли Кіруна ФФ перемогла в Північній групі Дивізіону 1 (весняний турнір), щоб взяти уасть восени у кваліфікаційному турнірі за право грати в Аллсвенскан. Однак підвищитися клубові з Кіруни тоді не вдалося. 
У 1990-х роках клуб провів кілька сезонів у змаганнях другого ешелону шведського футболу. Тепер виступає в нижчих лігах.

## Досягнення
Дивізіон 1 (як 2-й ешелон): 1-є місце в групі Північ (1991, весна)

## Сезони в чемпіонаті Швеції
| Сезон | Рівень | Ліга       | Підгрупа           | Місце | Примітки      |
| ----- | ------ | ---------- | ------------------ | ----- | ------------- |
| 1987  | 3      | Дивізіон 2 | Північ             | 5     |               |
| 1988  | 3      | Дивізіон 2 | Північ             | 1     | Підвищення    |
| 1989  | 2      | Дивізіон 1 | Північ             | 3     |               |
| 1990  | 2      | Дивізіон 1 | Північ             | 6     |               |
| 1991  | 2      | Дивізіон 1 | Північ             | 1     | Весна         |
|       | 2      | Дивізіон 1 | Кваліфікація       | 8     | Осінь         |
| 1992  | 2      | Дивізіон 1 | Північ             | 7     | Весна         |
|       | 2      | Дивізіон 1 | Північ             | 8     | Осінь – Вибув |
| 1993  | 3      | Дивізіон 2 | Норрланд           | 1     | Підвищився    |
| 1994  | 2      | Дивізіон 1 | Північ             | 13    | Вибув         |
| 1995  | 3      | Дивізіон 2 | Норрланд           | 9     |               |
| 1996  | 3      | Дивізіон 2 | Норрланд           | 8     |               |
| 1997  | 3      | Дивізіон 2 | Норрланд           | 6     |               |
|       |        |            |                    |       |               |
| 2018  | 5      | Дивізіон 3 | Північний Норрланд | 9     |               |
| 2019  | 5      | Дивізіон 3 | Північний Норрланд | 4     |               |